# Manfred Schmorde
Manfred Schmorde (født 18. september 1946 i Großsteinberg) er en tysk tidligere roer.

## Karriere

### Roning
Schmorde blev østtysk mester i toer med styrmand i 1970 og vandt VM-sølv i denne båd samme år. Året efter blev han østtysk mester i firer med styrmand og vandt dette år EM-sølv i samme båd.
Han var derpå med i Østtysklands otter ved OL 1972 i München. Den østtyske båd bestod desuden af Jörg Landvoigt, Harold Dimke, Manfred Schneider, Hartmut Schreiber, Hans-Joachim Borzym, Bernd Landvoigt, Heinrich Mederow og styrmand Dietmar Schwarz. Østtyskerne blev nummer tre i deres indledende heat, hvilket var nok til at give kvalifikation til semifinalen. Her vandt de deres heat ved blandt andet at besejre USA og Sovjetunionen, men i finalen viste New Zealand som suverænt stærkest og vandt guldet, mens østtyskerne kæmpede med den amerikanske båd om de to øvrige medaljer, en strid der endte med, at USA vandt sølv blot seks hundrededele af et sekund foran DDR, mens der var langt ned til Sovjetunionen på fjerdepladsen.

### Videre karriere
Schmorde var udlært murer og arbejdede senere som skibsfører.

## OL-medaljer
- 1972:  Bronze i otter